# Domingo Ghirardelli
Domenico "Domingo" Ghirardelli, Sr. (21 de febrero de 1817 – 17 de enero de 1894) fue un repostero y empresario italiano naturalizado estadounidense, fundador de la Ghirardelli Chocolate Company en San Francisco, California.

## Biografía

### Primeros años
Ghirardelli nació en 1817 en Rapallo, Italia, hijo de Giuseppe Ghirardelli y de Maddalena Ferretto. Su padre era mercader de especias en Génova. En su adolescencia, fue aprendiz en Romanengo, una famosa chocolatería de Génova.
Con veinte años de edad, en 1837, emigró primero a Uruguay, y en 1838 a Lima, Perú, donde estableció una pastelería, y empezó a utilizar el equivalente español de su nombre italiano, Domingo. En 1849 se trasladó a California por recomendación de su antiguo vecino, James Lick, quien había llevado 600 libras de chocolate a San Francisco en 1848 que vendió rápidamente. "Contagiado" por la "Fiebre del Oro de California", Ghirardelli pasó unos cuantos meses en los campos de oro cercanos a Sonora y Jamestown, antes de establecerse como comerciante en Hornitos, California.

### Carrera

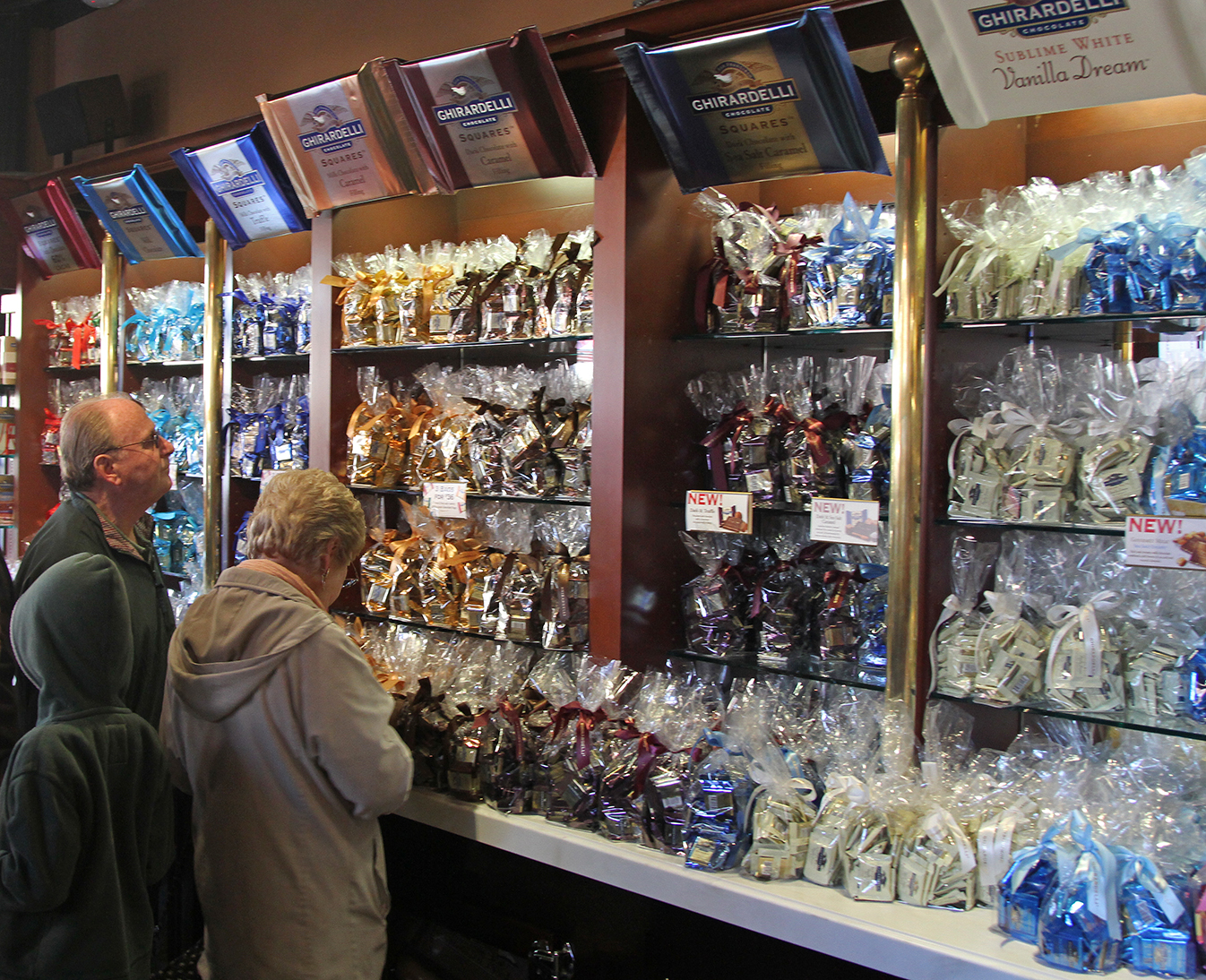
Una selección de chocolates en la tienda de la compañía en Ghirardelli Square, San Francisco, California

En 1852 se mudó a San Francisco, donde estableció la Ghirardelli Chocolate Company en un emplazamiento que posteriormente sería conocido como Ghirardelli Square. Según el diario San Francisco Chronicle, su negocio era la chocolatería de mayor éxito en la ciudad.
Alrededor del año 1865, un trabajador de la fábrica de Ghirardelli descubrió que colgando una bolsa de granos de cacao molidos en una habitación tibia, se podía separar la manteca de cacao, dejando un residuo que podía ser convertido en chocolate en polvo. Esta técnica, conocida como el Proceso Broma, es desde entonces el método más comúnmente utilizado para la producción de chocolate.

### Vida personal
Ghirardelli se casó en primeras nupcias con Elisabetta Corsini (apodada "Betinna"), natural de Italia, en 1837. Murió en 1846.
Se casó por segunda vez, con Carmen Alvarado Martin (1830–1887) de Lima, Perú, en 1847, cuyo primer marido había sido un médico francés que había desaparecido en el mar, y tenía una niña de ocho meses, Carmen. Con Carmen Alvarado tuvo siete hijos: Virginia (1847-1867); Domenico, Jr. (1849-1932); Joseph Nicholas (1852-1906); Elvira (1856-1908); Louis (1857-1902); Angela (1859-1936); y Eugene Gustave (1860-?).

### Muerte
Ghirardelli murió en 1894 durante un viaje a su localidad natal en Italia. Está enterrado en el Mountain View Cemetery en Oakland, California.